# 西条市ひうち球場
西条市ひうち球場（さいじょうしひうちきゅうじょう）は愛媛県西条市にある野球場。1991年に開設された。「ひうち」は漢字で「燧」で、これは北に面する瀬戸内海の燧灘から命名されている。
全国高等学校野球選手権愛媛大会を開催している。四国アイランドリーグplusの試合（主催は愛媛マンダリンパイレーツ）については、2012年のシーズンから途絶えていたが、2016年4月13日に4年ぶりに1試合が開催された。同年5月10日にも、雨天代替試合として1試合が開催されている。
2017年に愛媛県で開催される第72回国民体育大会に向け、2014年度から2015年度にかけてスコアボード等の改修工事、グラウンドの拡張工事が行われた。

## 施設概要
- 両翼：98m、中堅：122m（2016年～）
- 内野：土、外野：天然芝
- 収容人員：10,840人（内野：座席　6,340人、外野：芝生席　4,500人）
- 内野スタンドに屋根あり
- スコアボード：フルカラーLED式フリーボード（2015年～）
- ナイター設備6基　（照度　内野561ルクス、外野338ルクス）

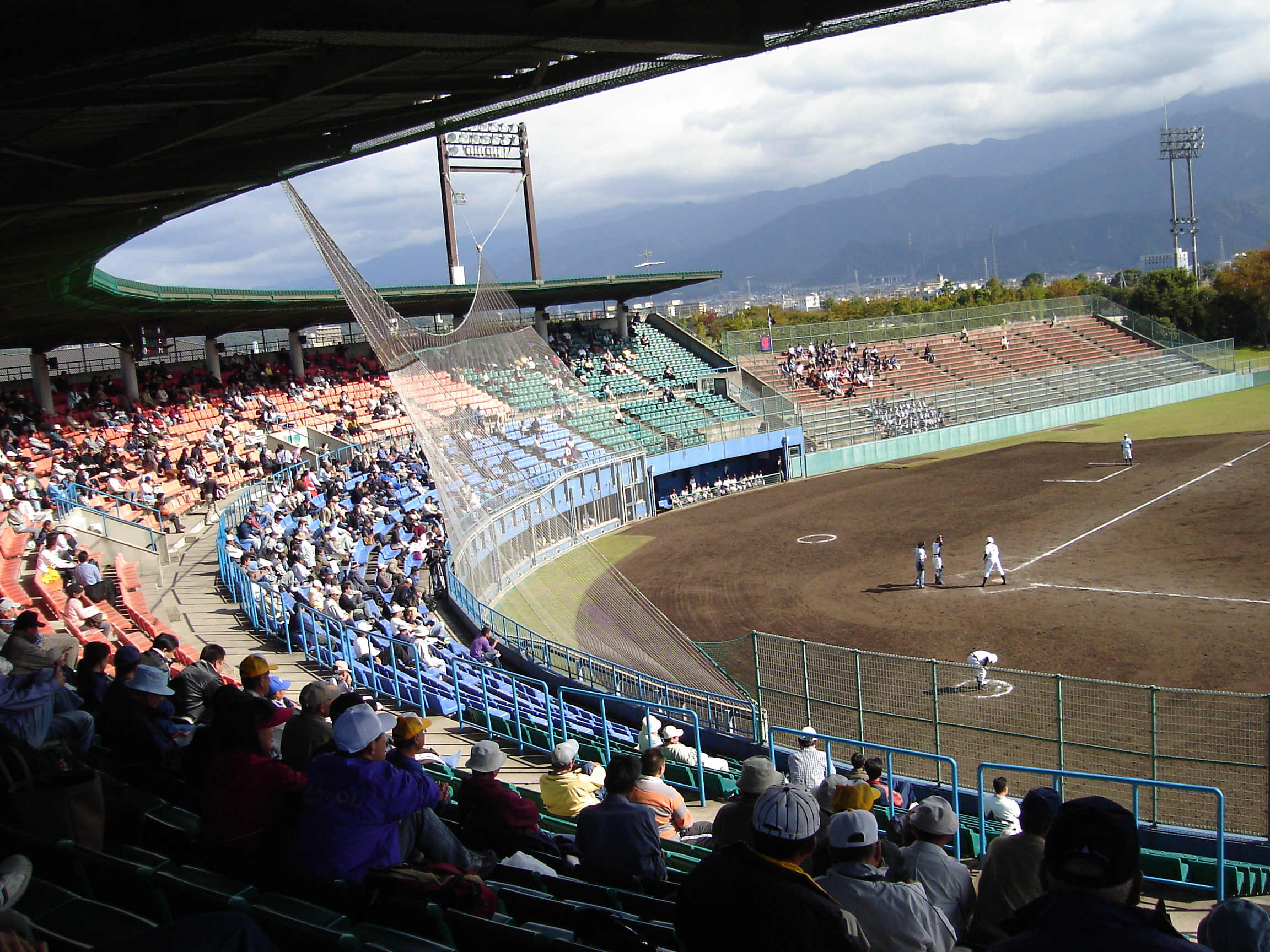
内野スタンド

## 周辺施設
- 西条市ひうち陸上競技場
- 西条市総合体育館
- 西条市総合プール

## 交通機関
- 鉄道：四国旅客鉄道（JR四国）予讃線　伊予西条駅下車　徒歩40分
- バス：伊予西条駅からせとうちバス　新居浜駅行きか中萩経由西条行き「西条済生会病院前」バス停下車徒歩5分
- 最寄りのインターチェンジ：松山自動車道　いよ西条インターチェンジ